# Perot Rocaguinarda
Perot Rocaguinarda, también conocido como Perot lo Lladre (Oristá, Osona, 18 de diciembre de 1582-¿Nápoles?, 1635), fue un bandolero y salteador de caminos catalán. Fue un buen estratega, hábil y audaz, temido por sus soldados y por la autoridad.
Era hijo de campesinos acomodados pero, como no era el heredero de su familia, se fue de casa a buscar fortuna. Comandaba una partida de bandoleros al servicios de los nyerros, una facción que defendía los intereses de una parte de la pequeña nobleza catalana enfrentada a los cadells.

## Cuadrilla
El grupo estaba formado por campesinos y gascones; sus más fieles colaboradores fueron:
- Joan Gili "Janot", el fill de Joan.
- Jaume Alboquers, "El Escolanet de Polinyá".
- Gabriel Galí "Barceló".

## Acciones armadas
Se dedicaban principalmente al servicio de los pequeños nobles que les protegían, al asalto de los caminos que unían Barcelona y Gerona, de masías y de los arrieros y viajeros que cruzaban su territorio. Sus hombres también servían para atemorizar al campesinado, dentro de las estrategias de la nobleza para seguir controlando a sus vasallos.
- 1607 - Asalto al Palacio del Arzobispo de Vich.
- 1607 - Asalto a la comitiva del Alcalde Real de Villaleons.
- 1611 - Robo de objetos sagrados y dinero en la iglesia de Balenyá.
- En 1608 la Real Audiencia de Barcelona lo declaró enemigo del reino.
- En 1611 recibió el indulto por parte del virrey, a cambio de ser oficial de los tercios españoles asentados en Nápoles.

## Perot Rocaguinarda y el Quijote
Con el nombre de Roque Guinart, Perot Rocaguinarda aparece en la segunda parte del Quijote. El episodio parece rememorar un encuentro real que tuvo Cervantes con el bandolero, descrito por aquel en términos muy favorables. También lo menciona Cervantes en La cueva de Salamanca. 